# Smírčí kříž – Na Milíři (Karlovy Vary)
Smírčí kříž se nachází v Karlových Varech u cesty Na Milíři na pozemku hotelu Bellevue. V centrálním registru kamenných křížů je evidován pod č. 0004. Byl prohlášen kulturní památkou, památkově chráněn je od 3. května 1958, event. 5. února 1964, rejstř. číslo ÚSKP 32854/4-900.

## Historie
Kříž byl vztyčen pravděpodobně v 17. nebo 18. století a stával u staré stezky vedoucí z Milířů do údolí řeky Teplé na jihovýchodním okraji města.
Počátkem 19. století byla vybudována nová Pražská silnice. Koncem dvacátých let 20. století došlo na Pražské silnici k sesuvu půdy právě přes stezku Na Milíři, pod níž ve svahu byl kříž umístěn. Ten byl poté na několik let ztracen. Roku 1930 při budování novostavby lázeňského hotelu Bellevue byl kříž v sesuvu půdy odkryt a na čas přemístěn na dvůr školy v Libušině ulici. Po dokončení výstavby Bellevue byl postaven přibližně do míst, kde byl objeven při zemních pracích.

## Popis
Kříž o rozměrech 87 × 65 × 23 cm (výška–šířka–tloušťka) je v centrálním registru Společnosti pro výzkum kamenných křížů při Muzeu Aš evidován pod č. 0004.
Jedná se o monolitický kamenný kříž z karlovarské žuly. Datace je nezřetelná; na zadní straně je rytý, již téměř nečitelný nápis „17..6“. Kříž je nízký s rozšířenými zaoblenými rameny a zaoblenou hlavou, pata nízká, dole mírně se rozšiřující.
Jaká pověst se ke kříži váže a proč jej někdo kdysi postavil při staré stezce vedoucí z Milířů do údolí Teplé není zatím známo.